# Veit Amerbach
Veit Amerbach (1503-1557) (* Wemding, 1503 † Ingolstadt, 13 de Setembro de 1557) foi teólogo, humanista e erudito alemão. Estudou em Eichstätt e Wittenberg e deu aulas de filosofia, direito e línguas orientais em Ingolstadt e de retórica em Eichstätt.

## Publicações
- Oratio de doctoratu Philosophico, in: V. Rotmar, Tomus I orationum Ingolstadiensium. Ingolstadt 1571, Blatt 351 f.;
- Drei Briefe Amerbachs an Julius Pflug 1548/49, in: Ch. G. Müller, Epistolae P. Mosellani etc. … ad Julium Pflugium …1802, Seite 119–125;
- Poesias neolatinas, em: Deliciae Poetarum Germanorum, 4 Bde., Frankfurt Main 1612; Einige lateinische Gedichte/Sprüche Amerbachs
- Quatuor libri de anima, 4 Bücher, 1542 (Gegenschrift zu Philipp Melanchthons Commentarius de anima, 1540).